# Carlingford Lough

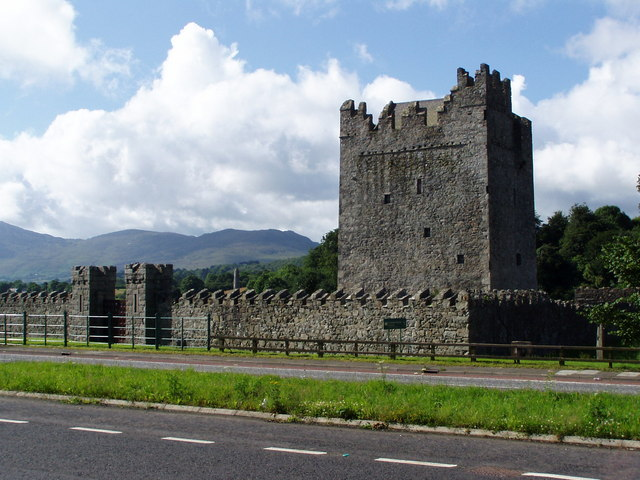
Narrow Water Castle vid stranden av Carlingford Lough.

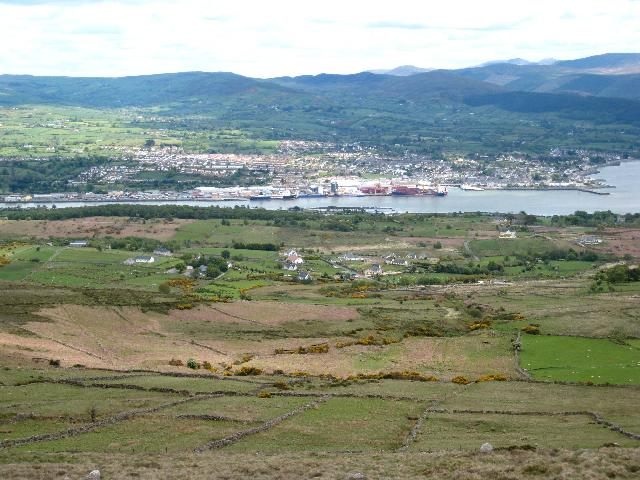
Warrenpoint vid stranden av Carlingford Lough.

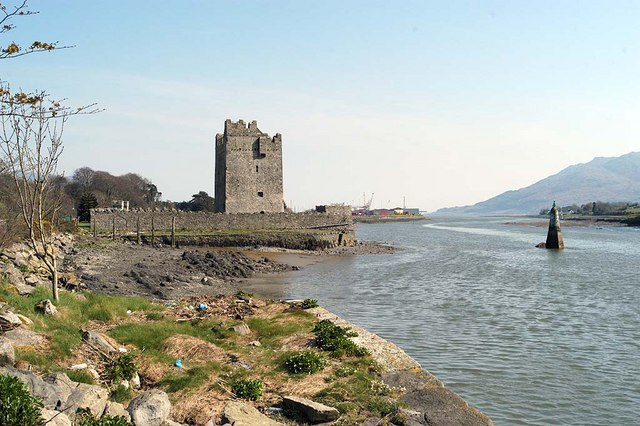
Narrow Water Castle med staden Warrenpoint i bakgrunden. Märket mitt i viken visar var gränsen går mellan Nordirland och Irland.

Carlingford Lough är en vik som utgör gränsen mellan Nordirland och Irland. Floden Newry mynnar ut i slutet av viken. Den förbinder också viken via Newry-kanalen med staden Newry.